# 웨이브록

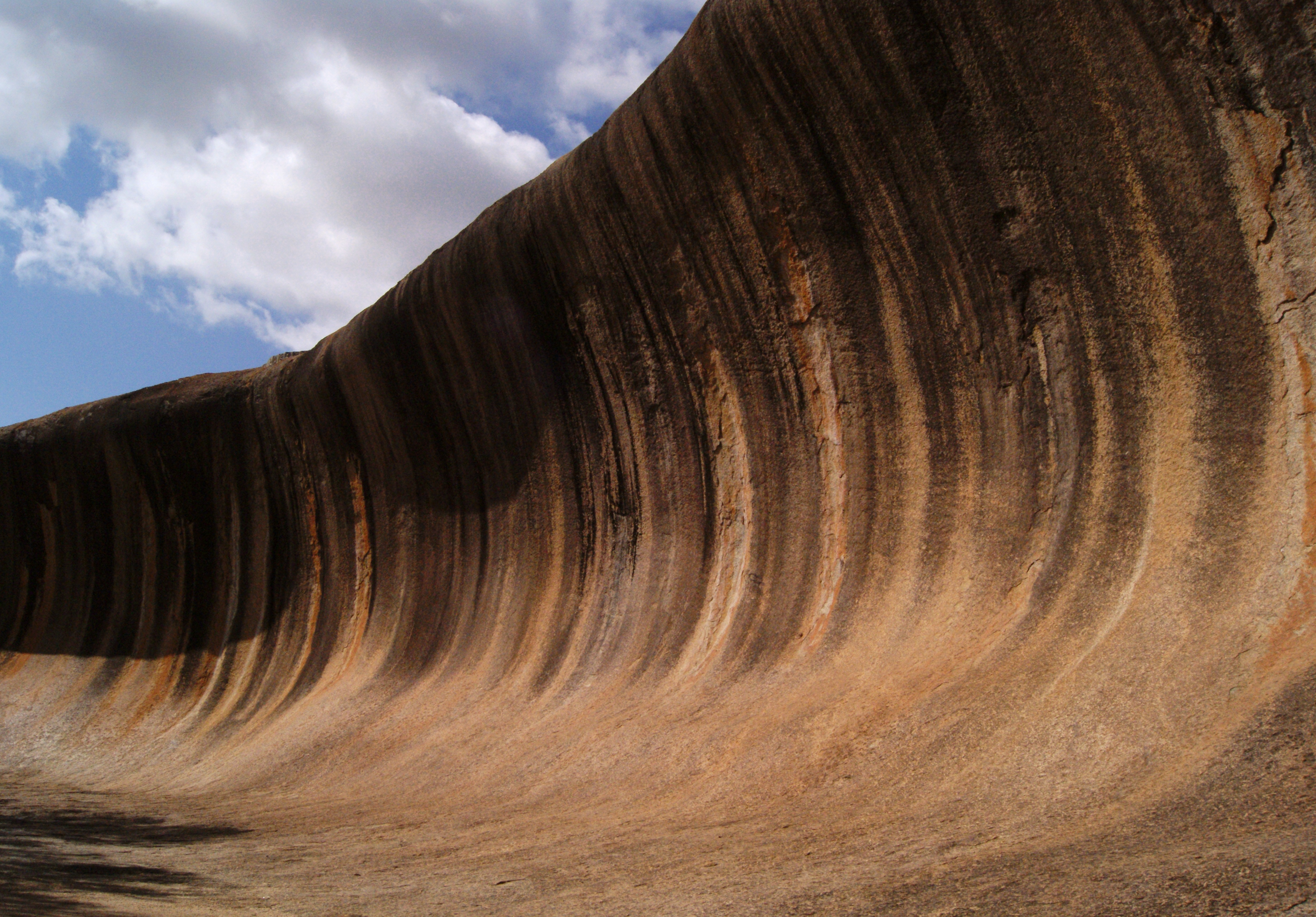

웨이브록(Wave Rock)은 호주 퍼스 동동남 296 킬로미터 하이든 읍 동쪽 3킬로미터에 위치한 화강암 잔구 "하이든록"의 북쪽 사면이다. 마치 파도가 돌로 굳어버린 것 같은 형상을 하고 있는데 높이 14 미터에 폭은 110 미터이다. 하이든록과 웨이브록은 면적 160 헥타르의 하이든 야생보호지역의 일부이기도 하다. 웨이브록은 파도나 바람의 영향 없이 풍화작용으로 만들어진 파도 모양의 바위이다.